# Shinya Miyamoto
Pour les articles homonymes, voir Miyamoto.
Shinya Miyamoto, né le 5 novembre 1970 à Suita, est un joueur de baseball japonais.

## Carrière
Il participe avec l'équipe du Japon de baseball à deux Jeux olympiques ; il est médaillé de bronze aux Jeux olympiques d'été de 2004 et quatrième des Jeux olympiques d'été de 2008. 
Il évolue en club au Tokyo Yakult Swallows de 1995 à 2013.